# William Grebe
William F. Grebe (Chicago, 9 marzo 1869 – Chicago, 29 giugno 1960) è stato uno schermidore statunitense, vincitore di una medaglia d'argento ed una di bronzo nella scherma ai giochi olimpici.